# Ignasi de Ribot i de Balle
Ignasi de Ribot i de Balle (Girona, 11 de maig de 1926) és un advocat i polític gironí que fou alcalde de Girona entre 1972 i 1979.

## Biografia
Nascut en el si d'una família terratinent i tradicionalista, l'any 1950 es va llicenciar en dret per la Universitat de Barcelona, on va coincidir amb Carlos Barral, Alberto Oliart, Joan Raventós i Jaime Gil de Biedma, entre d'altres.
Fou el darrer alcalde de la ciutat de Girona durant el període franquista. La seva trajectòria política havia estat més aviat discreta i no era afiliat al partit únic, la FET i de les JONS. Havia ocupat les presidències de la Cambra Sindical Agrària i del Casino Gerundense, a més d'ocupar la plaça de regidor a l'ajuntament pel terç sindical d'ençà el 1971. La seva etapa com a alcalde coincidí amb tota la transició espanyola: accedí al càrrec el 3 de març de 1972 i l'abandonà el 1979, després de la celebració de les primeres eleccions municipals lliures. La seva gestió fou marcada per un desgast continuat i una crítica política i ciutadana constant, la qual cosa difuminà algunes accions positives, tals com les polítiques destinades a frenar l'especulació urbanística iniciada per l'alcalde Pere Ordis i Llach o una certa sensibilitat cultural.
Va ésser Ignasi de Ribot, en el pregó de la primera visita a Girona del Rei Joan Carles de Borbó el febrer de 1976, qui va proposar la recuperació per a l'hereu de la Corona d'Espanya de l'antic títol de príncep de Girona, que portava l'hereu de la Corona d'Aragó.